# Delegacja do Kongresu USA stanu Nevada
Delegacja do Kongresu USA stanu Nevada liczy 5 osób: troje członków Izby Reprezentantów USA i dwóch senatorów. W obecnej kadencji Kongresu USA, w jej skład wchodzi troje Demokratów i dwóch Republikanów. 

## Senat USA
Jak w każdym z amerykańskich stanów, w Nevadzie wybiera się dwóch senatorów federalnych. Są oni przypisani do 1. i 3. klasy, co w praktyce oznacza, że mieszkańcy stanu będą wybierać po jednym senatorze podczas wyborów parlamentarnych w latach 2010 i 2012, natomiast w Nevadzie nie będzie wyborów senackich w roku 2014.
Obecnie stan reprezentują:
- John Ensign (Partia Republikańska, 1. klasa, od 2001 roku)
- Harry Reid (Partia Demokratyczna, 3. klasa, od 1989 roku, lider większości - szef frakcji Demokratów w Senacie USA)

## Izba Reprezentantów
Od 2001 Nevada posiada trzech przedstawicieli w Izbie Reprezentantów. Według wstępnych przewidywań, po ogłoszeniu wyników spisu powszechnego z 2010 roku liczba ta wzrośnie prawdopodobnie do czterech, co ma związek ze zwiększeniem procentowego udziału mieszkańców Nevady w całej populacji USA. 
Obecnie stan reprezentują:
- Shelley Berkley (Partia Demokratyczna, 1. okręg wyborczy, od 1999 roku)
- Dean Heller (Partia Republikańska, 2. okręg wyborczy, od 2007)
- Dina Titus (Partia Demokratyczna, 3. okręg wyborczy, od 2009)

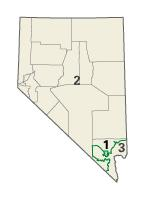
Mapa Nevady z podziałem na okręgi wyborcze do Izby Reprezentantów USA